# Lijst van rijksmonumenten in Born
De plaats Born telt 8 inschrijvingen in het rijksmonumentenregister. Hieronder een overzicht.
| Object                                                                                                  | Oorspronkelijke functie? | Bouwjaar                                                       | Architect  | Locatie                                    | Coördinaten?                 | Nr.?   | Afbeelding        |
| --- | ------------------------ | -------------------------------------------------------------- | ---------- | ------------------------------------------ | ---------------------------- | ------ | ----------------- |
| Kasteel Born                                                                                            | Kasteel, buitenplaats    | midden 17e eeuw (bouw) 1930 (uitgebrand) 1784 (tuinierswoning) |            | Kasteelpark 38                             | 51° 1' 48" NB, 5° 48' 40" OL | 9903   | Meer afbeeldingen |
| St. Hubertuskapel                                                                                       | Kapel                    | 18e eeuw                                                       |            | Hubertuskapel                              | 51° 2' 6" NB, 5° 48' 25" OL  | 9904   | Meer afbeeldingen |
| Sterk gewijzigd huis, blijkens kruiskozijnen en consoles op de verdieping mogelijk ten dele van vakwerk | Woonhuis                 | 17e eeuw en later                                              |            | Kerkstraat 33                              | 51° 1' 55" NB, 5° 48' 32" OL | 9906   | Meer afbeeldingen |
| Huis met overkragende vakwerkverdieping op een bakstenen onderbouw                                      | Appartementengebouw      | 17e eeuw                                                       |            | Städgen 6                                  | 51° 1' 51" NB, 5° 48' 32" OL | 9907   | Meer afbeeldingen |
| Grenspaal                                                                                               | Gedenkteken              |                                                                |            | Grenspaal tussen de gem. Born en Roosteren | 51° 3' 56" NB, 5° 51' 14" OL | 9908   | Upload foto       |
| R.K. Kerk Sint-Martinuskerk                                                                             | Kerk en kerkonderdeel    | 1906                                                           | C. Fransen | Bronstraat bij 2                           | 51° 1' 49" NB, 5° 48' 29" OL | 521968 | Meer afbeeldingen |
| Sluis Julianakanaal                                                                                     | Waterkering en -doorlaat | 1934-1935                                                      |            | Sluisweg bij 1                             | 51° 2' 9" NB, 5° 47' 51" OL  | 521969 | Meer afbeeldingen |